# Dick Fariña & Eric Von Schmidt
Dick Fariña & Eric Von Schmidt è un album a nome di Dick (Richard) Fariña e Eric Von Schmidt, pubblicato dalla Folklore Records nel 1963. Il disco fu registrato il 14-15 gennaio del 1963 al Dobell's Jazz Record Shop un negozio di dischi di Londra (Inghilterra).

## Tracce
Lato A
1. Johnny Cuckoo – 4:24 – Adattamento di una canzone per bambini di Bessie Jones, una donna di colore di St. Simons Island (Georgia)
2. Jumping Judy – 3:52 – Canzone di lavoro chiamata a volte anche Drive It On cantata senza accompagnamento musicale dai detenuti del Cummins State Farm (Arkansas) nel 1934
3. Glory, Glory – 2:36 – Canzone tradizionale afroamericana, la melodia è simile alla canzone Will the Circle Be Unbroken?
4. Old Joe's Dulcimer – 2:52 – Un medley che raccoglie varie dance song, tra cui: Old Joe Clark, Swing and Turn, Darlin' Corey e altre
5. Wobble Bird – 2:41 – Una variazione del brano The Cuckoo nel tempo musicale di 3/4
6. Wildwood Flower – 1:53 – Brano solo strumentale della canzone composta da A.P. (Alvin Pleasant) Carter
7. Overseas Stomp – 2:41 – Dalla Memphis Jug Band del 1927

Lato B
1. Lonzo N'Howard – 3:29 – Canzone adattata da Tom Shoemaker di Harlan (Kentucky) il quale sentì il motivo da un violinista cieco chiamato Jim, questa è probabilmente la prima incisione
2. You Can Always Tell – 3:04 – Melodia ispirata dalla canzone del bluesman Furry Lewis Dry Land Blues con versi aggiuntivi
3. Xmas Island – 3:15 (Richard Fariña)
4. Stick with Me Baby – 3:30 (Richard Fariña) – Ispirata da una canzone del 1928 di Furry Lewis intitolata I Will Turn Your Money Green
5. Riddle Song – 1:09 (Brano tradizionale)
6. Cocaine – 4:00 (Reverendo Gary Davis)
7. London Waltz – 3:16 (Richard Fariña)

## Musicisti
- Richard Fariña - dulcimer (brani: Old Joe's Dulcimer, Wildwood Flower, Lonzo N'Howard e London Waltz)
- Richard Fariña - voce (brani: Wobble Bird e XMas Island)
- Richard Fariña - voce (duetto) (brano: Riddle Song)
- Richard Fariña - accompagnamento vocale, armonica (rimanenti brani)
- Eric Von Schmidt - chitarra, voce
- Ethan Signer - fiddle, mandolino, chitarra
- Blind Boy Grunt (Bob Dylan) - armonica, accompagnamento vocale (brani: Glory, Glory, Overseas Stomp, Xmas Island e Cocaine)[2][6]